# Panneau de signalisation d'un poste de douane en France
Le panneau de signalisation routière français circulaire à fond blanc, bordé d’une couronne rouge et portant en son centre une barre horizontale noire et les deux inscriptions "DOUANE" ainsi que sa traduction dans la langue ou l'une des langues du pays limitrophe indique la proximité d'un poste de douane où l'arrêt est obligatoire. Ce signal est codé B4,.

## Histoire
Le panneau d'annonce de Douane apparaît en France en 1931. Dès 1932, la traduction dans la langue du pays limitrophe est ajoutée en dessous,. La France possédait alors sept panneaux de danger, douze signaux comportant des prescriptions absolues dont dix « interdictions » et deux « obligations » (sens obligatoire et arrêt à proximité d’un poste de douane), trois signaux « d'indications » et plusieurs types de signaux de « localités et d'orientations ».
Il figure explicitement dans le fascicule "Nouvelle signalisation routière" édité par le Ministère des Travaux Publics, des Transports et du Tourisme, annexé au code de la route de 1954.
Il est repris tel quel en 1963, puis en 1967.
En 1977 la couronne rouge est bordée d'un listel blanc. Cette version est toujours en vigueur.

## Usage

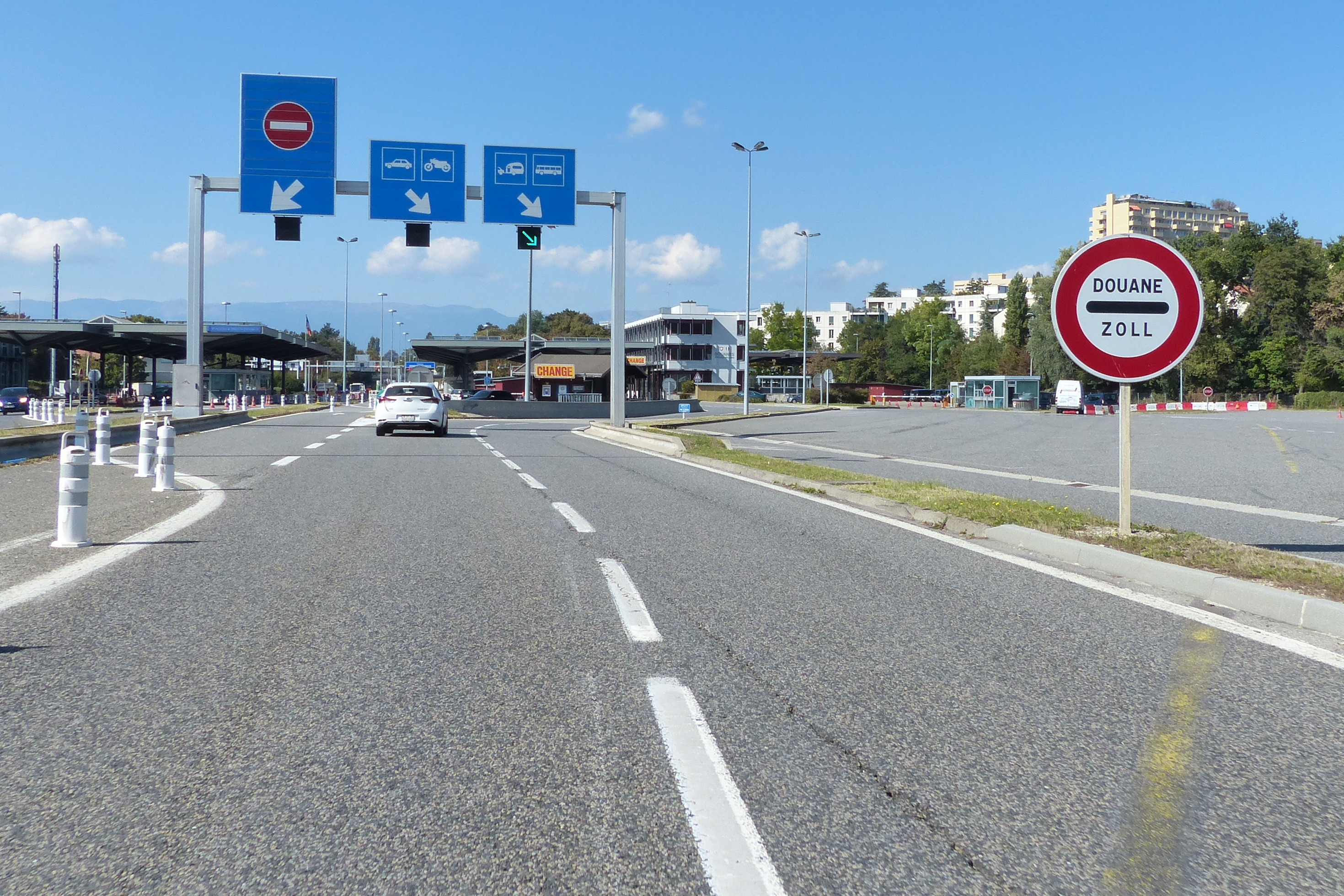
Panneau B4 en arrivant à la frontière entre la France et la Suisse par l'autoroute A411.

Les panneaux B4, lorsqu'ils annoncent la présence sur la route d'un barrage mobile, peuvent être complétés à titre exceptionnel par un feu de balisage et d'alerte de catégorie R2.

## Caractéristiques
Il existe cinq gammes de dimensions de panneaux d'interdiction.

## Implantation
Les panneaux B4 se placent avant l'endroit où s'applique la prescription qu'ils indiquent à une distance appropriée, compte tenu de la disposition des lieux.

### Distance latérale

Implantation d'un panneau de prescription sur accotement en rase campagne

Sauf contrainte de site, la distance entre l'aplomb de l'extrémité du panneau situé du côté de la chaussée et la rive voisine de cette extrémité ne doit pas être inférieure à 0,70 m.
En rase campagne, les panneaux sont placés en dehors de la zone située en bord de chaussée et traitée de telle façon que les usagers puissent y engager une manœuvre de redirection ou de freinage dite « zone de récupération », ou leur support au minimum à 2 m du bord voisin de la chaussée, à moins que des circonstances particulières s'y opposent (accotements étroits, présence d'une plantation, d'une piste cyclable, d'une voie ferrée, etc.).
En agglomération, les panneaux sont placés de manière à minimiser la gêne des piétons.
Le support d'un signal peut aussi être implanté sur une propriété riveraine ou ancré à une façade après accord du propriétaire ou par application si cela est possible en vertu du décret-loi du 30 octobre 1935 et du décret 57180 du 16 février 1957.

### Hauteur au-dessus du sol
En rase campagne, la hauteur règlementaire est fixée en principe à 1 m (si plusieurs panneaux sont placés sur le même support), cette hauteur est celle du panneau inférieur), hauteur assurant généralement la meilleure visibilité des panneaux frappés par les feux des véhicules. Elle peut être modifiée compte tenu des circonstances locales soit pour assurer une meilleure visibilité des panneaux, soit pour éviter qu'ils masquent la Circulation.
En agglomération, lorsqu’il y a un éclairage public, les panneaux peuvent être placés à une hauteur allant jusqu'à 2,30 m pour tenir compte notamment des véhicules qui peuvent les masquer, ainsi que de la nécessité de ne gêner qu'au minimum la circulation des piétons.

### Position de la face
Le plan de face avant d'un panneau implanté sur accotement ou trottoir doit être légèrement incliné de 3 à 5° vers l'extérieur de la route afin d'éviter le phénomène de réflexion spéculaire qui peut, de nuit, rendre le panneau illisible pendant quelques secondes.

## Visibilité de nuit
Les panneaux et panonceaux de signalisation doivent être visibles et garder le même aspect de nuit comme de jour. Les signaux de danger sont tous rétroréfléchissants ou éventuellement dans certaines conditions définies ci-dessous, éclairés.
Les revêtements rétroréfléchissants doivent avoir fait l'objet, soit d'une homologation, soit d'une autorisation d'emploi à titre expérimental. La rétroréflectorisation porte sur toute la surface des panneaux et panonceaux à l'exception des parties noires ou grises.